# جون برودي (لاعب كرة قدم)
جون برودي (بالإنجليزية: John Brodie)‏ هو لاعب كرة قدم بريطاني (وحمل سابقاً جنسية المملكة المتحدة لبريطانيا العظمى وأيرلندا) في مركز الهجوم، ولد في 30 أغسطس 1862، وتوفي في 16 فبراير 1925 في ولفرهامبتن في المملكة المتحدة. شارك مع منتخب إنجلترا لكرة القدم. أما مع النوادي، فقد لعب مع وولفرهامبتون واندررز.

## وصلات خارجية
- جون برودي على موقع قاعدة بيانات كرة القدم.إي يو (الإنجليزية)
- جون برودي على موقع ناشيونال فوتبول تيمز (الإنجليزية)
- جون برودي على موقع عالم كرة القدم.نت (الإنجليزية)